# 篮烯
篮烯（英語：Basketene，IUPAC名：五环[4.4.0.0.2,50.3,804,7]癸-9-烯）是一种有机化合物，化学式为C10H10。它是一种多环烯烃，也是篮烷脱氢的产物，并因为它们结构上的相似性而得名。

## 合成

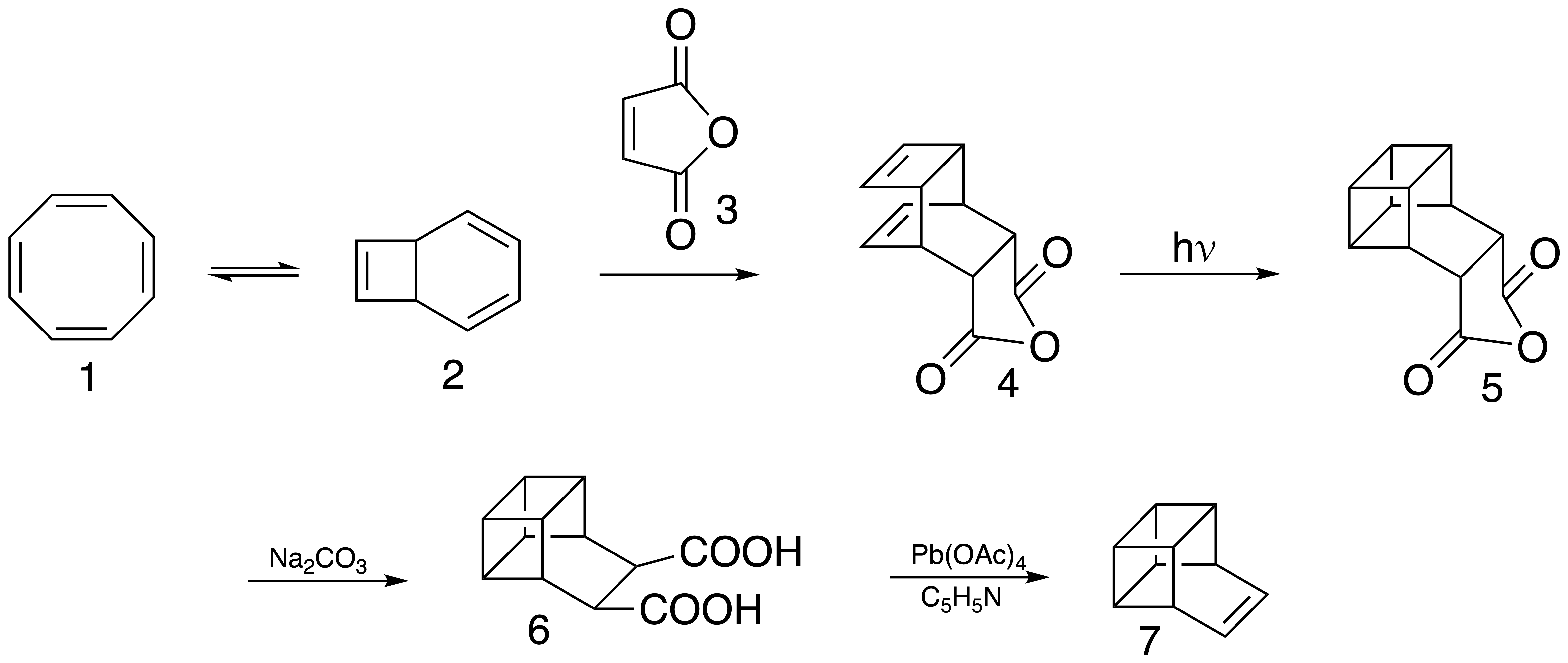
篮烯的全合成

篮烯可由环辛四烯先进行异构化，再与顺丁烯二酸酐发生一次Diels–Alder反应来製备。[2 + 2]环加成反应形成笼状结构，然后进行皂化和脱羧最终得到产物。

## 反应
篮烯光解产生环辛四烯、Nenitzescu烃（Nenitzescu's hydrocarbon）以及多种它的同分异构体。